# Agia Eirini (Kefalonia)
Agia Eirini (greacă Αγία Ειρήνη) este un oraș în Grecia în prefectura Kefalonia.